# St-Pierre-St-Paul (Dampierre, Aube)

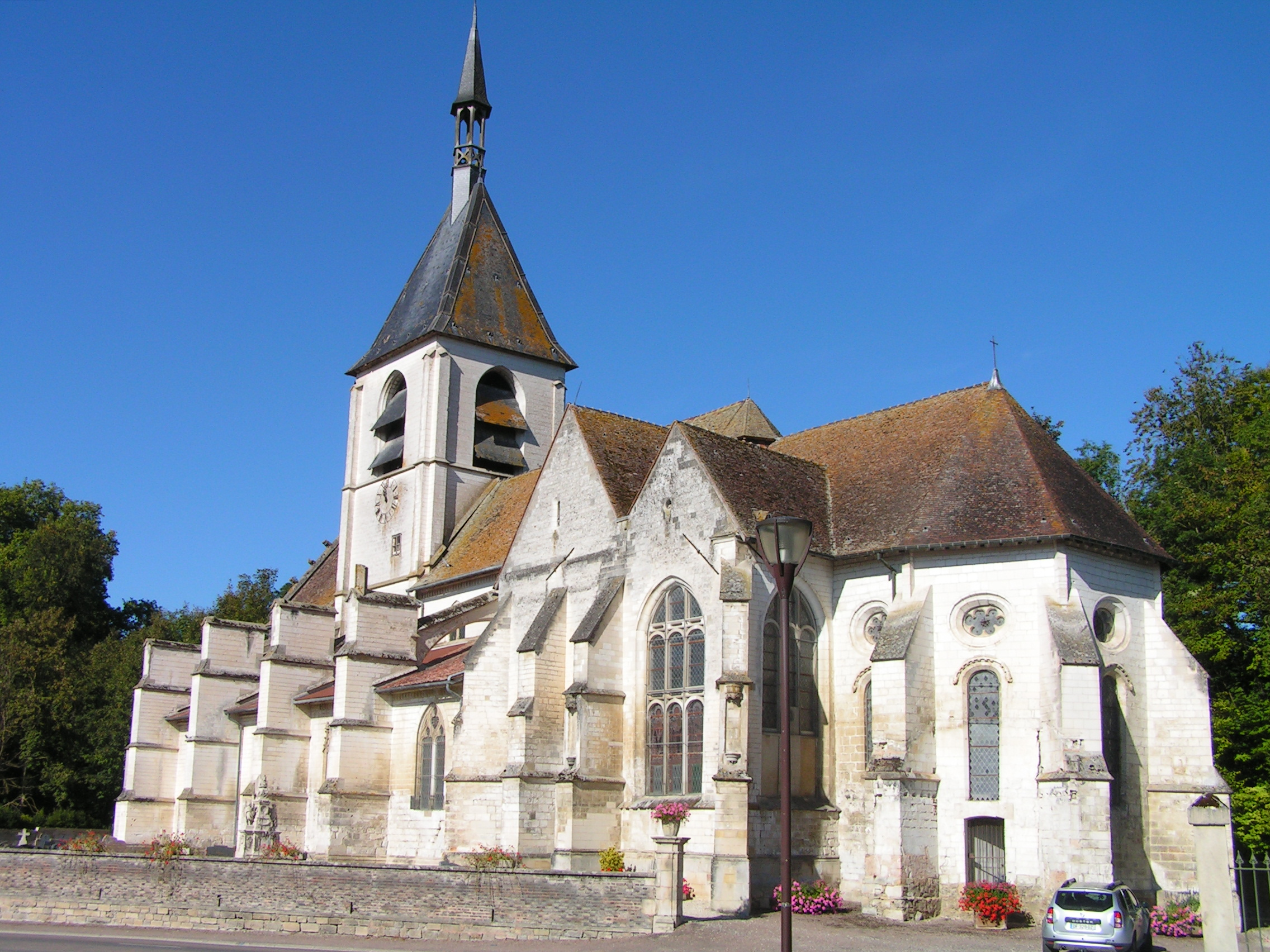
Kirche St-Pierre et St-Paul

Die römisch-katholische Kirche St-Pierre et St-Paul in Dampierre (Département Aube, Region Grand Est, Frankreich) ist eine seit 1913 als Monument historique klassifizierte Basilika.

## Geschichte
Die Seigneurie (Herrschaft) Dampierre gehörte zu den bedeutendsten in der Champagne. Zunächst im Besitz des Hauses von Dampierre et Bourbon, kam sie im 14. Jahrhundert an die Familie de Châtillon und im 16. Jahrhundert an die Familie de Lannoy. Die Ostteile der Kirche mit Chor und Querhaus stammen vom Ende des 12. Jahrhunderts, das Langhaus von der Wende vom 15. zum 16. Jahrhundert, aus derselben Zeit die Seitenkapellen des Chors.

## Bau
Die Kirche ist eine dreischiffige Basilika mit einem vierjochigen Langhaus, Querhaus und Chor mit Apsis im Fünfachtelschluss mit Rundbögen, die von Sechspässen überhöht werden, und quadratischen Seitenkapellen, die den in der südlichen Champagne verbreiteten Eindruck eines zweiten Querhauses hervorrufen. Der Glockenturm über der Vierung ist eine Zutat aus dem Jahr 1682. Das von Fialen flankierte, von einem Wimperg gekrönte Westportal mit zwei Archivolten wurde in spätgotischer Zeit errichtet; es nimmt einen Gnadenstuhl auf. Ein weiteres spätgotisches Portal befindet sich in der südlichen Seitenschiffswand.

## Ausstattung
Besonders bemerkenswert ist das Grabmal für Pierre de Lannoy aus dem Jahr 1523 an der Wand des nördlichen Seitenschiffs. Es gilt als bedeutendes Denkmal der Bildhauerkunst von Troyes, ist aber nur in beschädigtem Zustand erhalten. Zu den Seiten der Liegefigur in Lebensgröße halten Engel das Kopfkissen. Die Tumba trägt das Wappen der Lannoy.
In der südlichen Seitenschiffskapelle befindet sich ein Relief der Taufe Christi aus dem 16. Jahrhundert.